# Gomphidius
Genre
Gomphidius est un genre de champignons basidiomycètes de la famille des Gomphidiaceae. Il comprend une dizaine d'espèces. Le nom est tiré du grec Gomphos, "clou", en référence à leur forme. Plusieurs espèces appelées en français « gomphides » ont été déplacées dans le genre Chroogomphus.

## Espèces du genreGomphidius
- Gomphidius Britannicus A.Z.M. Khan & Hora
- Gomphidius glutinosus (Schaeff.) Fr.
- Gomphidius gracilis Berk.
- Gomphidius maculatus (Scop.) Fr.
- Gomphidius oregonensis Peck (espèce vivant en Amérique)
- Gomphidius roseus (Fr.) Fr.
- Gomphidius subroseus Kauffman (espèce vivant en Amérique)
- Gomphidius viscidus (L.) Fr. (ancien synonyme de Chroogomphus rutilus)